# Vasile Ofileanu
Vasile Ofileanu este un fost senator român în legislatura 2000-2004 ales în județul Vaslui pe listele partidului PRM. Vasile Ofileanu a fost validat ca senator pe data de 24 iunie 2004, când l-a înlocuit pe senatorul Corneliu Bichineț. 